# Айзек Чілемба
Айзек Чілемба (Ісаак Чілемба, англ. Isaac Chilemba; нар. 17 травня 1987, Блантайр, Малаві) — малавійський професійний боксер напівважкої вагової категорії. Чемпіон світу за версією IBO у другій середній вазі (2010). Чемпіон Північної Америки за версією NABF у напівважкій вазі (2015).

## Професіональна кар'єра
За свою професійну кар'єру Айзек Чілемба провів півтора десятка титульних боїв, з яких три були за повноцінний чемпіонський титул.
19 червня 2010 року Айзек Чілемба в бою проти непереможного австралійця Майкла Боллінга завоював вакантний титул чемпіона світу за версією IBO у другій середній вазі.
11 липня 2016 року зазнав поразки в бою проти об'єднаного чемпіона світу за версіями WBO, IBF і WBA (Super) у напівважкій вазі Сергія Ковальова (Росія).
4 серпня 2018 року зазнав поразки в бою проти чемпіона світу за версією WBA у напівважкій вазі Дмитра Бівола (Росія).

### Таблиця боїв
| 26 Перемог (10 нокаутом, 16 за рішення суддів), 8 Поразок (1 нокаутом, 7 за рішення суддів), 3 Нічиї |        |                   |        |        |      |                   |                                                     |                                                                   |
| Результат                                                                                            | Рекорд | Суперник          | Спосіб | Раунд  | Час  | Дата              | Місце проведення                                    | Примітки                                                          |
| Поразка                                                                                              | 26-8-3 | Павло Силягін     | UD     | 12     |      | 26 листопада 2021 | УСК «Крылья Советов», Москва                        | Бій за титул чемпіона WBC Silver в другій середній вазі.          |
| Нічия                                                                                                | 26-7-3 | Федір Чудінов     | SD     | 10     |      | 20 лютого 2021    | Vegas City Hall, Красногорськ                       |                                                                   |
| Перемога                                                                                             | 26–7-2 | Олександр Кубич   | UD     | 8      |      | 13 грудня 2019    | PAOK Sports Arena, Салоніки                         |                                                                   |
| Поразка                                                                                              | 25-7-2 | Максим Власов     | UD     | 12     |      | 20 липня 2019     | Центральна площа, Геленджик                         |                                                                   |
| Поразка                                                                                              | 25-6-2 | Дмитро Бівол      | UD     | 12     |      | 4 серпня 2018     | Hard Rock Hotel & Casino, Атлантік-Сіті, Нью-Джерсі | Бій за титул чемпіона WBA у напівважкій вазі (3-й захист Бівола). |
| Перемога                                                                                             | 25–5-2 | Блейк Капарелло   | UD     | 12     |      | 16 березня 2018   | The Melbourne Pavilion, Мельбурн                    |                                                                   |
| Поразка                                                                                              | 24-5-2 | Олександр Гвоздик | RTD    | 8 (10) | 3:00 | 19 листопада 2016 | Т-Мобайл Арена, Лас-Вегас, Невада                   | Бій за титул NABF у напівважкій вазі (другий захист Гвоздика).    |
| Поразка                                                                                              | 24-4-2 | Сергій Ковальов   | UD     | 12     |      | 11 липня 2016     | Divs Hotel, Єкатеринбург                            | Бій за титули чемпіона WBO, IBF і WBA (Super) у напівважкій вазі. |
| Поразка                                                                                              | 24-3-2 | Елейдер Альварес  | MD     | 12     |      | 28 листопада 2015 | Videotron Centre,, Квебек, Квебек                   | Бій за титул чемпіона WBC Silver у напівважкій вазі.              |